# 水热合成法
水热合成法是一种常用的无机材料的合成方法，在纳米材料、生物材料和地质材料中具有广泛的应用。水热/溶剂热合成法的主要步骤是将反应原料配置成溶液在水热釜中封装并加热至一定的温度（数百摄氏度）。水热釜使得该合成体系维持在一定的压力范围内，在这种非平衡态的合成体系内进行液相反应往往能够制备出具有特殊优良性质的材料。

## 水热合成法的分类
根据加热温度，水热法可以被分为亚临界水热合成法和超临界水热合成法。通常在实验室和工业应用中，水热合成的温度在100-240℃，水热釜内压力也控制在较低的范围内，这是亚临界水热合成法。而为了制备某些特殊的晶体材料，如人造宝石、彩色石英等，水热釜被加热至1000℃，压力可达0.3 GPa，这是超临界水热合成法。

## 水热合成法的应用
- 制备单晶
- 制备有机-无机杂化材料
- 制备沸石
- 制备纳米材料

水热合成法的优点
（1）明显降低反应温度（通常在100~200°C下进行）；
（2）能够以单一反应步骤完成（不需要研磨和焙烧步骤）；
（3）很好地控制产物的理想配比及结构形态；
（4）水热体系合成发光物质对原材料的要求较高温固相反应低，所用的原材料范围宽。